# 대니 오도너휴
대니 존 마크 루크 오도너휴(영어: Daniel John Mark Luke O'Donoghue, 1980년 10월 3일 ~ )는 아일랜드의 싱어송 라이터이자 랩퍼로서 얼터너티브 록 밴드인 더 스크립트의 리더로서 알려져있다. 또한 텔레비전 리얼리티 쇼 더 보이스 UK(The Voice UK)의 코치로도 알려져 있다.

## 젊은 시절
대니 오도너휴는 섀이 오도너휴(Shay O'Donoghue)와 키보드 연주자인 애일리시 오도너휴(Ailish O'Donoghue) 사이에서 태어났다. 그는 더블린의 발린티어(Ballinteer)에 있던 그의 집안의 여섯 아이들 중 가장 막내였다. 그가 어렸을 때, 그는 처음에 음악가가 된다는 생각에 반대했었다. 하지만 결국, 음악적 경력을 계속 쌓기 위하여 퇴직증명서를 완성하기 전에 그만두었다. 대니 오도너휴는 다음과 같이 말했다: '저는 저의 아버지를 숭배하다시피했어요. 저는 아버지에게 음악을 만들어서 아버지에게 매번 급료마냥 드렸죠.'

## 초기의 경력
대니 오도너휴는 유니버설 레코드 회사에 들어간 이후, 1990년대 후반에 마이타운(Mytown)이라고 불리는 밴드에 마크 시언과 함께 소속되어있었다. 밴드가 적당한 성공을 거두자, 그는 브리트니 스피어스와 보이즈 투 멘, TLC와 같은 그룹을 위해 노래를 만들기 위하여 시언과 함께 로스 앤젤레스로 이동했다.
10년 동안의 작사 경험 이후, 그는 마크 시언과 함께 다시 더블린으로 돌아갔다. 그리고 드럼 연주자였던 글렌 파워를 영입하고 자신들의 음악을 만들기 시작한다. 그들은 2001년에 더 스크립트를 결성했다.

## 더 스크립트
밴드는 2008년 8월에 그들의 앨범 '스크립트'(The Script)를 발매한다. 그는 이 앨범의 모든 곡들을 공동으로 작업했다. 앨범은 아일랜드에서 상업적 성공을 거두었고, 동시에 아이리쉬 앨범 차트에서 1위를 하는 성적을 거두었다. 밴드는 이후 2010년 9월에 Science and Faith과 2012년 9월에 #3 앨범을 발매했다. 이는 밴드가 앞으로 계속 런던과 버밍엄, 리버풀과 같은 영국의 도시들과 아일랜드에서 투어 공연을 할 것임을 확인하게 했다.

## 더 보이스 UK
2012년, 대니 오도너휴는 더 보이스 UK라는 텔레비전 프로그램에 제시 제이, 윌 아이 앰과 톰 존스와 함께 음악 코치로 등장했다. 이러한 결정은 밴드의 동료였던 마크 시언과 글렌 마워의 지지 때문이었다. 그들은 말했다: "대니는 '더 보이스'를 하면서 더 스크립트와 대면하게 되었어요. 우리는 프로듀싱, 작곡과 공연을 할 줄 알아요 - 우리는 우리가 14살, 15살이었을 때부터 그것들을 해왔기 때문이죠. 대니가 프로그램에서 노래하는 것은 우리에게 좋은 일이었어요. 사람들은 그가 어떻게 음악에 열정을 가지고, 그것이 그와 우리의 밴드를 더 잘 알리게 되는데 어떻게 의미를 가지게 되는지 보게 되죠." 대니 오도너휴가 음악 코치로서 가지는 약속은 처음에 비판적 역할을 하는 것이었다. 이로서 트위터 사용자들은 그에게 "대니 아이 던 후"(Danny I Dunn Who, 대니는 누구를 모르는가?)라는 이미지를 붙여주었다. 코미디언 제임스 코든(James Cordon)은 2012 브릿 어워드에서 이에 대한 농담을 하기도 했다. 그러자 대니는 이에 대하여 다음과 같이 말하기도 했다. "제임스 후?(James Who) 그게 뭐죠? 이건 사람들이 자신들의 마음을 가지는데 달린 겁니다. 저는 이 쇼에 출연한 것이 저가 이미 가진 경력을 위한 것이었음을 알고 있습니다. 저는 15년 동안 저의 인생을 음악산업에 보냈고, 이것이 저가 아는 전부입니다." 이때부터, 이 쇼는 그가 "더 스크립트에 대한 뿜어져 나오는 사랑" 때문에 시작했다는 것과 그가 "다른 길을 걸을 수 있었다"는 이유와 함께 그의 인기를 높이는데 기여했다.

## 개인적 삶
오도너휴는 더 스크립트의 뮤직 비디오인 "Breakeven"의 비디오를 찍은 이후로 2008년부터 리투아니아 모델인 이르마 말리(Irma Mali)와 교제를 했다. 그것은 2012년 그와 그녀가 만난지 4년 후에 갈라지면서 확인되었다. 더 스크립트의 세 번째 앨범, "#3"의 수록곡인 "Six Degrees of Separation"라는 곡은 이들이 헤어진 사실이 담겨있다.
그의 아버지는 복부의 동맥류 때문에 2008년 2월 14일에 63세의 나이로 사망하였다. 오도너휴의 왼쪽 팔에 있는 장미 문신은 이 날짜를 기리는 것이다. 앨범 "#3"에 수록되어있는 "If You Could See Me Now"라는 곡은 그의 아버지에 대한 기억으로 쓰인 것이다.